# 葛瑞格·荒木
葛瑞格·荒木（英語：Gregg Araki，1959年12月17日—），日裔美國人，美國獨立電影導演。題材主要以同性戀相關議題為主，是新酷兒電影浪潮中的重要人物。

## 早期生活
荒木於1959年在美國加州洛杉磯出生，在聖巴巴拉長大。大學在聖塔芭芭拉加利福尼亞大學以文學士學位畢業，主修電影研究，隨後到南加州大学电影艺术学院修讀電影製作，1985年完成其藝術創作碩士學位。

## 個人生活
荒木曾自稱為「同性戀亞裔美國人」。但和此相反的是，從1997年開始，他與在《玩轉墮落街》中合作的女演員凯瑟琳·罗伯逊交往。兩人於1999年分手。

## 作品列表
| 年份  | 標題                           | 附註                               |
| ----- | ------------------------------ | ---------------------------------- |
| 1987  | 《夜裡三個錯愕的人》           |                                    |
| 1989  | 《幽長週末》                   |                                    |
| 1992  | 《末路記事》                   |                                    |
| 1993  | 《全搞砸了》                   | 「青少年啟示錄三部曲」的第一部作品 |
| 1995  | 《受詛的一代》                 | 「青少年啟示錄三部曲」的第二部作品 |
| 1997  | 《玩轉墮落街》                 | 「青少年啟示錄三部曲」的第三部作品 |
| 1999  | 《三人同床》                   |                                    |
| 2000  | 《This Is How the World Ends》 | 電視試播集                         |
| 2004  | 《神秘肌膚》                   |                                    |
| 2007  | 《笑臉》                       |                                    |
| 2010  | 《入侵潛意識：迷幻異域》       |                                    |
| 2014  | 《暴風雪中的白鳥》             |                                    |
| 2016  | 《美式懸罪》                   | 電視劇；1集                        |
| 2016  | 《紅橡樹》                     | 網路劇；2集                        |
| 2017- | 《漢娜的遺言》                 | 電視劇；2集                        |
| 2018  | 《河谷鎮》                     | 電視劇；1集                        |

## 外部連結
- 葛瑞格·荒木在互联网电影资料库（IMDb）上的資料（英文）
- Young, Beautiful, and F***ed: A conversation with Gregg Araki and other members of The Doom Generation Archive.today的存檔，存档日期2013-01-02 in Bright Lights Film Journal
- Bright Lights Film Journal interview[永久]